# Limenitis gellia
Limenitis gellia är en fjärilsart som beskrevs av Hans Fruhstorfer 1915. Limenitis gellia ingår i släktet Limenitis och familjen praktfjärilar. Inga underarter finns listade i Catalogue of Life.